# 米川功真
米川 功真（よねかわ こうしん、本名：米川則晃、1942年1月1日 - 2011年8月16日）は、日本の男性アニメーター。熊本県出身。
1970年に米川は、村田耕一、小松原一男、才田俊次らと作画スタジオOH!プロダクションを設立。OH!プロダクションは、東映動画や東京ムービー、日本アニメーションの作品を手がけた。

## 関連作品
- アタックNo.1（作画）
- アルプスの少女ハイジ（作画）
- イース（プロデューサー、1-4話）
- 海のトリトン（作画）
- かばのポトマス（原作）
- 元祖天才バカボン（原画）
- がんばれスイミー（プロデューサー）
- シーキャット（プロデューサー）
- スーキャット（作画）
- セロ弾きのゴーシュ（作画協力）
- 戦争が終わった夏に 1945・樺太（企画）
- ど根性ガエル（原画）
- とべ!くじらのピーク（企画）
- 日本のおばけ話（企画）
- 花の係長（原画）
- はれときどきぶた（企画）
- ふくやま劇場 なつのひみつ（製作）
- フランダースの犬（作画）
- フリテンくん（原画）
- ルパン三世 (TV第2シリーズ)（原画）